# Bürgermeisterei Neustadt (Wied)

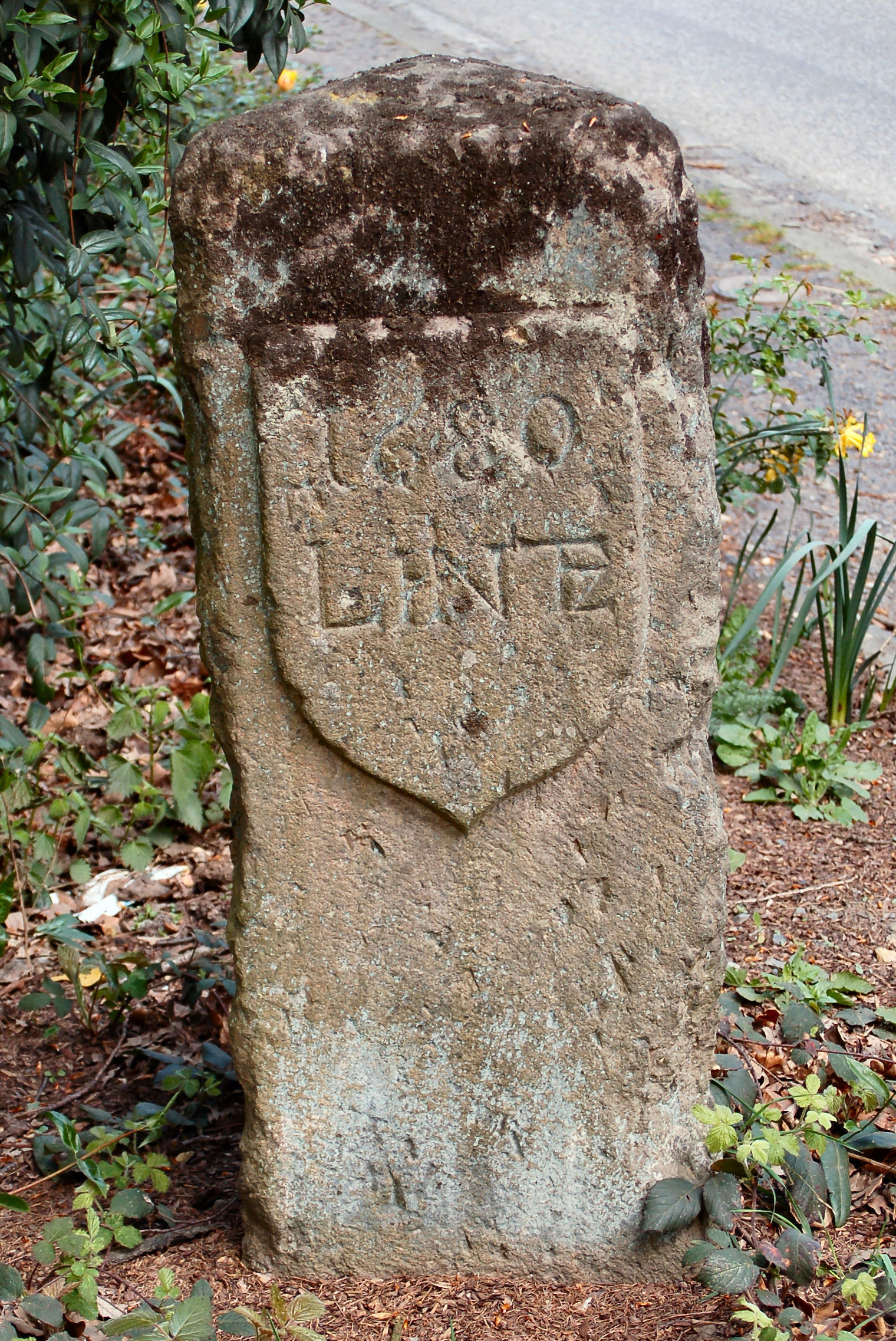
Grenzstein von 1680:
Er kennzeichnete damals die Grenze zwischen den Kirchspielen Erpel, Neustadt und Linz, in preußischer Zeit zwischen den Bürgermeistereien Unkel, Neustadt und Linz, heute zwischen den Ortsgemeinden Erpel und Vettelschoß sowie der Stadt Linz

Die Bürgermeisterei Neustadt, formal „Bürgermeisterei Neustadt-Wied“, war eine von zunächst zehn preußischen Bürgermeistereien, in die sich der 1816 gebildete Kreis Neuwied im Regierungsbezirk Coblenz ursprünglich verwaltungsmäßig gliederte. Zur Bürgermeisterei gehörten sechs Gemeinden und etwa 75 Dörfer, Weiler, Einzelhöfe und Mühlen. Der Verwaltungssitz der Bürgermeisterei war im Kirchdorf Neustadt. Bis 1848 gehörte die Bürgermeisterei zum Standesherrlichen Gebiet im Kreis Neuwied.
Die Bürgermeisterei wurde 1927 in Amt Neustadt umbenannt.
Das namensgebende Kirchdorf Neustadt war Teil der Gemeinde Bertenau, die 1953 in Gemeinde Neustadt umbenannt wurde. Zum 1. Januar 1969 wurde die alte Gemeinde Neustadt aufgelöst und aus ihr und den ebenfalls aufgelösten Gemeinden Bühlingen, Elsaffthal und Rahms die heutige Ortsgemeinde Neustadt (Wied) neu gebildet.

## Gemeinden und Ortschaften

### Bertenau
Die Gemeinde Bertenau gehörte von 1817 an, zunächst als Honnschaft, zur Bürgermeisterei Neustadt. Die Gemeinde wurde 1953 in „Neustadt“ umbenannt, zum 1. Januar 1969 aufgelöst und die Ortschaften mit insgesamt 2090 Einwohnern der heutigen Ortsgemeinde Neustadt (Wied) zugeordnet.
| - Altenhütte - Bertenau - Borscheid - Dasbach - Eilenberg - Fernthal - Funkenhausen - Grübelsberg - Grübelshof - Hombach | - Hombachsmühle - Jungfernhof - Manroth - Mettelshahn - Neschen - Neschermühle - Neustadt - Steinshof - Telegraf |

### Bühlingen
Die Gemeinde Bühlingen gehörte als Honnschaft von 1817 bis 1823 zunächst zur Bürgermeisterei Altenwied und wurde nach deren Auflösung der Bürgermeisterei Neustadt zugeordnet. Zum 1. Januar 1969 wurde diese Gemeinde aufgelöst und die Ortschaften mit insgesamt 915 Einwohnern der heutigen Ortsgemeinde Neustadt (Wied) zugeordnet.
| - Brüchen - Bühlingen - Ehrenberg - Etscheid - Hammerhof - Krummenau - Niederetscheid - Oberetscheid | - Oligswiese - Prangenberg - Rüddel - Thalhof - Vogtslag - Voltheim - Wasemsfeld - Weierau |

### Elsaffthal
Die Gemeinde Elsaffthal gehörte als Honnschaft von 1817 bis 1823 zunächst zur Bürgermeisterei Altenwied und wurde nach deren Auflösung der Bürgermeisterei Neustadt zugeordnet. Zum 1. Januar 1969 wurde diese Gemeinde aufgelöst und die Ortschaften mit insgesamt 802 Einwohnern der heutigen Ortsgemeinde Neustadt (Wied) zugeordnet.
| - Altenwied (Schloß) - Dinkelbach - Heide (Rotterheide) - Kodden - Mittelelsaff - Oberelsaff - Rott | - Steeg - Unterelsaff - Wahrenberg - Wied - Wiedmühle - Wölsreeg |

### Lorscheid
Die Gemeinde Lorscheid gehörte als Honnschaft von 1817 bis 1823 zunächst zur Bürgermeisterei Altenwied und wurde nach deren Auflösung der Bürgermeisterei Neustadt zugeordnet. Zum 7. Juni 1969 wurde diese Gemeinde aufgelöst und die Ortschaften mit insgesamt 1095 Einwohnern der heutigen Ortsgemeinde St. Katharinen zugeordnet.
| - Anxbach - Brochenbach - Hinterlorscheid - Homscheid - Kreuzchen | - Lorscheid - Notscheid (Lorscheider Teil) - Segenau - Steinshardt - Strödt |

### Rahms
Die Gemeinde Rahms gehörte von 1817 an, zunächst als Honnschaft, zur Bürgermeisterei Neustadt. Zum 1. Januar 1969 wurde diese Gemeinde aufgelöst und die Ortschaften mit insgesamt 999 Einwohnern der heutigen Ortsgemeinde Neustadt (Wied) zugeordnet.
| - Ammerich - Gerhardshahn - Niederhoppen - Oberhoppen - Paffhausen | - Panau - Rahms - Scharenberg - Strauscheid - Weißenfels |

### Vettelschoß
Die Gemeinde Vettelschoß gehörte als „Honnschaft Lorscheid II“ von 1817 bis 1823 zunächst zur Bürgermeisterei Altenwied und wurde nach deren Auflösung der Bürgermeisterei Neustadt zugeordnet. Seit 1970 gehört die Ortsgemeinde Vettelschoß der Verbandsgemeinde Linz am Rhein an.
| - Kalenborn - Kau - Oberkalenborn (Kretzhaus) - Oberwillscheid | - Seiferhof - Vettelschoß - Willscheid - Willscheiderberg |

## Geschichte

### Ausgangslage
Die Bürgermeisterei Neustadt war zusammen mit den Bürgermeistereien Altenwied und Asbach nach 1815 aus dem seit Mitte des 13. Jahrhunderts bestehenden kurkölnischen Amt Altenwied entstanden.
Die Herrschaft Kurkölns endete 1803 mit dem Reichsdeputationshauptschluss. Das Gebiet des Amtes Altenwied wurde zunächst dem Fürstentum Wied-Runkel zugeordnet, kam 1806 aufgrund der Rheinbundakte zum Herzogtum Nassau und nach dem Wiener Kongress 1815 zum Königreich Preußen.
Hinsichtlich der lokalen Verwaltung übernahm die preußische Regierung die vorhandenen Strukturen, die aber aufgrund der unterschiedlichen vorherigen Herrschaftsverhältnisse in Details voneinander abwichen. Im Bereich der Bürgermeistereien Altenwied, Asbach und Neustadt hatten sich schon im Mittelalter Honnschaften als eine frühe Form von Gemeinden gebildet. Die Bezeichnung „Honnschaft“ wurde vorläufig beibehalten. Erst die Gemeinde-Ordnung für die Rheinprovinz vom 23. Juli 1845 regelte die einheitliche Bezeichnung „Gemeinde“.

### Veränderungen
Zur Bürgermeisterei Neustadt gehörten zunächst die Honnschaften Bertenau, Rahms und Schöneberg. Der Ort Neustadt als Kirchdorf gehörte ursprünglich zur Honnschaft Bertenau. Aufgrund der Auflösung der Bürgermeisterei Altenwied im Jahr 1823 wurden aus ihr die Honnschaften Bühlingen, Elsaff im Thal und Lohrscheid der Bürgermeisterei Neustadt zugeordnet, gleichzeitig Schöneberg an die Bürgermeisterei Asbach abgegeben.

### Amt Neustadt
Die Bürgermeisterei Neustadt wurde 1927, so wie alle Landbürgermeistereien in der Rheinprovinz, aufgrund des preußischen Gesetzes über die Regelung verschiedener Punkte des Gemeindeverfassungsrechts vom 27. Dezember 1927 in „Amt Neustadt“ umbenannt.